# Geolycosa sexmaculata
Geolycosa sexmaculata là một loài nhện trong họ Lycosidae.
Loài này thuộc chi Geolycosa. Geolycosa sexmaculata được Carl Friedrich Roewer miêu tả năm 1960.